# Zakrzów Turawski
Zakrzów Turawski est une localité polonaise de la voïvodie et du powiat d'Opole.